# Macraspis oblonga
Macraspis oblonga är en skalbaggsart som beskrevs av Hermann Burmeister 1844. Macraspis oblonga ingår i släktet Macraspis och familjen Rutelidae. Inga underarter finns listade i Catalogue of Life.